# Meredith Speck
Meredith Speck (Rockville Centre, Nueva York, Estados Unidos; 1 de febrero de 1993) es una futbolista estadounidense que juega como mediocampista para el North Carolina Courage de la National Women's Soccer League (NWSL) de Estados Unidos.

## Trayectoria
En 2015, Speck jugó la pretemporada para el Portland Thorns FC. Jugó para el Västerås BK30 el mismo año. Al año siguiente, firmó para el Western New York Flash.
En 2017, Speck pasó a formar parte del North Carolina Courage cuando el Flash dejó de existir y fue vendidó a los dueños del North Carolina FC.

## Estadísticas

### Clubes
| Club                   | País           | Año             |
| ---------------------- | -------------- | --------------- |
| Västerås BK30          | Suecia         | 2015            |
| Western New York Flash | Estados Unidos | 2016            |
| North Carolina Courage | Estados Unidos | 2017 - presente |

## Palmarés

### Títulos nacionales
| Título                         | Club                   | País           | Año  |
| ------------------------------ | ---------------------- | -------------- | ---- |
| National Women's Soccer League | Western New York Flash | Estados Unidos | 2016 |
| National Women's Soccer League | North Carolina Courage | Estados Unidos | 2018 |
| National Women's Soccer League | North Carolina Courage | Estados Unidos | 2019 |